# Khandro Rinpoche
Mindrolling Jetsün Khandro Rinpoche (nombre de nacimiento Tsering Paldrön; 19 de agosto de 1967) es una lama del budismo tibetano. Nacida en Kalimpong, India e hija del difunto Mindrolling Trichen, Khandro Rinpoche fue reconocida por Rangjung Rigpe Dorje, 16º Karmapa a la edad de dos años como la reencarnación de la Gran Dakini del Monasterio Tsurphu, Urgyen Tsomo, quien fue una de las más conocidas maestras de su época. Khandro Urgyen Tsomo fue la consorte de Khakyab Dorje, decimoquinto Karmapa Lama (1871-1922) y reconocida en esta tradición budista como una encarnación de Yeshe Tsogyal. De hecho, su nombre es su título, Khandro es tibetano para dakini y rinpoche, un honorífico generalmente reservado para tulkus que significa "precioso".

## Biografía
Mindrolling Jetsün Khandro Rinpoche es profesora en las escuelas Kagyu y Nyingma. Habla inglés con fluidez, tibetano estándar e hindi y completó una educación occidental en St. Joseph's Convent, Wynberg Allen School, Mussoorie y St. Mary's Convent, ambos en India. Ha enseñado en Europa, América del Norte y el Sudeste Asiático desde 1987. Ha establecido y dirige el Centro de Retiros Samten Tse en Mussoorie, India, y también es maestra residente en el Centro de Retiros Lotus Garden en Virginia, EE. UU. También participa activamente en la administración del Monasterio de Mindrolling en Dehradun, India. Además, está interesada en el diálogo interreligioso y forma parte de la Junta de Líderes Religiosos Mundiales del Instituto Interreligioso Elijah.
Según la profesora y catedrática del Departamento de Estudios Religiosos de la Universidad de NaropaJudith Simmer-Brown:

Rinpoche siempre ha tenido cuidado de no mostrarse como feminista en el sentido occidental. Uno podría pensar que ha sido cuidadosa de esta manera por razones políticas, pero creo que es más que eso. Creo que ella entiende algo muy profundo sobre sus estudiantes occidentales: necesitamos ir más profundamente, sin egoísmo y, en nuestras propias cuestiones de género para no ser atrapados por género. Entonces podríamos abrazar nuestro género y actuar sin el tipo de confusión y resentimiento que normalmente nos atormenta. Realmente aprendí eso de ella.